# Kobyle (województwo podkarpackie)
Kobyle – wieś w Polsce, położona w województwie podkarpackim, w powiecie strzyżowskim, w gminie Frysztak.
| SIMC    | Nazwa    | Rodzaj    |
| ------- | -------- | --------- |
| 0649522 | Góra     | część wsi |
| 0649539 | Kępa     | część wsi |
| 0649545 | Na Łanie | część wsi |
| 0649551 | Rzym     | część wsi |
| 0649568 | Zadworze | część wsi |
| 0649574 | Zagórze  | część wsi |
| 0649580 | Zawodzie | część wsi |

W 1352 r. król Kazimierz Wielki zezwala niejakiemu Krystynowi de Sobiow na lokację wsi Kobyle nad rzeką Wisłok na tzw. surowym korzeniu i na prawie niemieckim (magdeburskim) i na to przedsięwzięcie przeznacza teren o powierzchni 60 łanów, zaś sołtys wsi ma mieć gospodarstwo 6-łanowe i prawo do tzw. wolnizny na 20 lat. Widocznie pierwszy zasadźca nie wywiązał się z umowy, skoro w 1366 r. król Kazimierz Wielki wydaje nowy dokument lokacyjny dla Handzlino dicto Rench na wieś Cobile na obszarze 200 łanów, zaś sołtys otrzymał 12 łanów i prawo do wolnizny na 20 lat. Miejscowy proboszcz otrzymał wówczas majątek 3-łanowy. W 1374 r. sołtysem wsi Kobyle byli Jan syn Bertolda i niejaki Harbard, którzy piastowali wójtostwo w pobliskim Frysztaku i sołectwo w Gliniku.
W latach 1975–1998 miejscowość administracyjnie należała do województwa rzeszowskiego.
Wierni kościoła rzymskokatolickiego należą do parafii Narodzenia Najświętszej Maryi Panny we Frysztaku.